# Danny Amankwaa
Danny Kwasi Amankwaa (født 30. januar 1994) er en dansk/ghanesisk fodboldspiller, der senest har spillet for Hobro IK. Han har tidligere spillet for bl.a. F.C. København og skotske Hearts
Danny Amankwaa er opvokset med sine ghanesiske forældre i en lejlighed i Tingbjerg, København.

## Klubkarriere

### FC København
Danny Amankwaa skiftede til FCK fra Brønshøj Boldklub, da han var 12 år, hvor han blev tilknyttet FCK's ungdomsprogram og senere hen School of Excellence. Danny Amankwaa opnåede i alt 99 kampe for FCK. Her nåede han at vinde 3 danmarksmesterskaber og 3 pokaltitler. Derudover vandt han K.B.s mindepokal Granen i 2012.
I efterårssæsonen 2012 blev han udtaget til klubbens førsteholdstrup. Amankwaa debuterede for FCK's førstehold den 26. september 2012 i en pokalkamp i DBU Pokalen mod FC Fredericia, hvor han blev skiftet ind efter 62 minutter. Debut i Superligaen fandt sted måneden efter. Første mål for FCK's førstehold blev scoret i en pokalkamp mod SønderjyskE den 1. november 2012, hvor Amankwaa debuterede i startopstillingen.
Trods Dannys unge alder spillede han allerede på klubbens reservehold, og det gjorde, at flere store klubber som Chelsea, Arsenal og Ajax gerne ville have den Danny til prøvetræning. Dog afviste Danny selv et muligt skifte til udlandet med følgende: "Jeg har vel ligesom alle andre fodboldspillere drømme om en stor karriere i en stor udenlandsk liga, men det er ikke der, mit fokus ligger lige nu. Lige nu er jeg en ung FCK-spiller, der stadig har en masse ting, jeg skal lære. Mit første mål på vejen er at få debut for FCK i Superligaen, og så må udlandet vente lidt endnu"
Den 30. november 2012 fik Danny Amankwaa forlænget sin kontrakt med tre år til udløb i 2015, og i sommerpausen 2013 blev Amankwaa permanent indlemmet i FCK's førsteholdstrup. I maj 2014 blev kontrakten forlænget yderligere til udløb i sommeren 2017.
I sin Superliga-kamp nummer 39, den 7. december 2014, kom hans første mål i Superligaen. Danny Amankwaa scorede til 2-0 i FC Københavns vigtige 3-0 sejr over FC Midtjylland. 
Den 26. april 2015 pådrog han sig en alvorlig skade i akillessenen efter få minutters spil i en udekamp i Esbjerg, hvilket forventedes at holde ham væk fra holdet i op til 6 måneder. Danny Amankwaa spillede første kamp efter skaden den 18. oktober 2015 mod Hobro IK. Den 29. oktober 2015, blot 11 dage efter hans tilbagevenden fra en akilleskade, fik Danny Amankwaa et vrid i knæet, som viste sig at være en menisk-skade, som holdt ham ude indtil den 12. maj 2016. Han fik den 11. oktober 2016 atter et nyt vrid i knæet i en reserveholdskamp på Lyngby Stadion. Denne gang var det en bruskoperation, der skulle foretages. Danny Amankwaa blev meldt ude resten af efteråret og vendte først tilbage den 23. april 2017.
Den 17. november 2016 forlængede Danny Amankwaa sin kontrakt med et år, så den nu løb til sommeren 2018.

### Heart of Midlothian F.C
Den 25. januar 2018 skiftede Danny Amankwaa med øjeblikelig virkning til den skotske klub Heart of Midlothian F.C. (Hearts F.C.) uden overdragelsessum, selvom han først havde kontraktudløb et halvt år efter. Kontrakten binder ham til klubben frem til sommeren 2019.
Danny Amankwaa debuterede for klubben den 27. januar samme år, da han blev skiftet ind efter 70 minutter i stedet for Anthony McDonald i en 1-1-kamp mod Motherwell FC. I foråret 2018 spillede han otte ud af ti kampe i ligaen, men i efteråret 2018 opnåede at blot to kampe.

### SønderjyskE Fodbold
Den 10. januar 2019 skiftede Danny Amankwaa fra skotske Heart of Midlothian F.C. til SønderjyskE Fodbold. Han skrev under på en etårig kontrakt.

### Prøvetræninger og efterfølgende skifte til Hobro IK
Han var i midten af september 2020 til prøvetræning i Randers FC. Han blev dog ikke tilbudt en kontrakt efterfølgende.
Han var efterfølgende senere i september 2020 til en 'gæstetræning' i AC Horsens.
Efter næsten ti måneder uden en klub skrev han i slutningen af oktober 2020 under en kontrakt med den danske klub Hobro IK. Her skrev han under på en aftale gældende for den resterende del af 2020.

## Landsholdskarriere
Danny Amankwaa har opnået 61 landskampe for diverse ungdomslandshold. Han var en fast del af den succesrige U21-landsholdstrup, der i efteråret 2014 kvalificerede sig til EM-slutrunden i Tjekkiet i juni 2015. Dannys alvorlige akillessene-skade i april betød dog, at han gik glip af slutrunden.